# Entephria amplicosta
Entephria amplicosta är en fjärilsart som beskrevs av Inoue 1955. Entephria amplicosta ingår i släktet Entephria och familjen mätare. Inga underarter finns listade i Catalogue of Life.